# Yōichi Yamada
Yōichi Yamada (jap. 山田 洋一, Yamada Yōichi) ist ein japanischer Videospieleentwickler. Er arbeitet beim Konsolen- und Softwarehersteller Nintendo und war bei fast allen Spielen der Reihe The Legend of Zelda als Direktor oder in einer anderen leitenden kreativen Position tätig. Des Weiteren war er vereinzelt für andere Spiele Leveldesigner.

## Wirken
In der Zeit nach seinem Firmeneintritt bei Nintendo arbeitete Yamada an der Audiowiedergabe des SNES und erforschte den Einsatz von Polygonen in 3D-Computergrafik. In dieser Zeit beteiligte er sich als Leveldesigner an verschiedenen Spielen. Bei Star Fox (1993), das Gebrauch vom zusätzlichen SNES-Grafikchip Super FX machte, war er assistierender Direktor und Leveldesigner. In gleicher Position arbeitete er am lange unveröffentlichten Nachfolger Star Fox 2 mit. Für Super Mario 64 (1996, N64) fungierte er als leitender Leveldesigner.
Hiernach wirkte er an The Legend of Zelda: Ocarina of Time als einer von fünf Direktoren mit. Sein Zuständigkeitsbereich war das Spielsystem. In allen nachfolgenden Zelda-Teilen war Yamada entweder Co-Direktor oder Direktor; beim jüngsten Serienableger The Legend of Zelda: Skyward Sword war er einer der Game Designer.
Dylan Cuthbert, eine treibende Kraft hinter Star Fox, bezeichnete Yamada als besten Designer bei Nintendo. Das Gesicht der Figur des Slippy Toad in den Spielen der Reihe Star Fox ist Yamada nachempfunden.

## Ludografie
- Star Fox (SNES, 1993; assistierender Direktor, Leveldesigner)
- Star Fox 2 (SNES, 1995, unveröffentlicht; assistierender Direktor, Leveldesigner)
- Super Mario 64 (N64, 1996; Direktor für Leveldesign)
- Wave Race 64 (N64, 1996; Regisseur der Demosequenz)
- The Legend of Zelda: Ocarina of Time (N64, 1998; Direktor für Spielsystem)
- The Legend of Zelda: Majora’s Mask (N64, 2000; memory management director)
- Luigi’s Mansion (NGC, 2001; assistierender Direktor)
- Pikmin (NGC, 2001; Debug-Unterstützung)
- The Legend of Zelda: Oracle of Ages (Game Boy Color, 2001; Special Thanks)
- The Legend of Zelda: Oracle of Seasons (Game Boy Color, 2001; Special Thanks)
- The Legend of Zelda: A Link to the Past & Four Swords (Game Boy Advance, 2002; Supervisor, Direktor)
- The Legend of Zelda: The Wind Waker (NGC, 2002; assistierender Direktor)
- The Legend of Zelda: The Minish Cap (GBA, 2004; Supervisor)
- The Legend of Zelda: Twilight Princess (Wii, 2006; assistierender Direktor)
- The Legend of Zelda: Phantom Hourglass (Nintendo DS, 2007; Supervisor)
- Link’s Crossbow Training (Wii, 2007; assistierender Direktor)
- The Legend of Zelda: Spirit Tracks (Nintendo DS, 2009; Supervisor)
- The Legend of Zelda: Skyward Sword (Wii, 2011; Spieldesigner (Planer))